# Кахилл, Эдди
Э́дмунд Па́трик «Э́дди» Ка́хилл (англ. Edmund Patrick "Eddie" Cahill; род. 15 января 1978, Нью-Йорк) — американский актёр. Наиболее известен по роли вратаря Джима Крейга, участвовавшего в матче «Чудо на льду», в фильме «Чудо». Также он сыграл Тэга Джонса в сериале «Друзья» и детектива Дона Флэка в «C.S.I.: Место преступления Нью-Йорк».

## Ранняя жизнь и образование
Эдмунд Патрик Кахилл родился 15 января 1978 года в Нью-Йорке (штат Нью-Йорк). У него есть старший брат и младшая сестра. Со стороны отца у него ирландское происхождение, а со стороны матери — итальянское. Его отец работает биржевым маклером, а мать преподает в начальной школе.
Кахилл окончил среднюю школу Бирам-Хиллс (англ. Byram Hills High School) в Армонке, Нью-Йорк в 1996 году. Он посещал колледж Скидмор (англ. Skidmore College) в Саратога-Спрингс, Нью-Йорк и театральную студию Атлантик (англ. Atlantic Theater Acting School), которая является частью школы искусств Тиш (англ. Tisch School of the Art) в Нью-Йоркском университете.

## Личная жизнь
Кахилл женился на Никки Уберти (англ. Nikki Uberti), которая длительное время была его девушкой, 22 июля 2009 года в Лос-Анджелесе Уберти является визажистом, бывшей моделью и бывшей женой фотографа Терри Ричардсона. У пары родился сын Генри (англ. Henry) 24 ноября 2009 года.
На правом плече у Кахилла есть тату с именем жены в сердце, которое пронзает стрела, и ласточкой наверху.
Кахилл является фанатом хоккейной команды «Нью-Йорк Рейнджерс».

## Фильмография
| Год         | Русское название                            | Оригинальное название                      | Роль               | Примечания |
| ----------- | ------------------------------------------- | ------------------------------------------ | ------------------ | --- |
| Театр       |                                             |                                            |                    | |
| 1999        | Парк «Грэймеси» закрыт для посещения        | Gramercy Park is Closed to the Public      | Декс               | Powerhouse Theater |
| 2000        | Альтруисты                                  | The Altruists                              | Лэнс               | Театр Vineyard |
| 2011        | Мне нужна цитата                            | I Need a Quote                             | продавец           | Atlantic Theater Company |
| 2012        | 3С                                          | 3C                                         | Терри              | Rattlestick Playwrights Theater |
| Телевидение |                                             |                                            |                    | |
| 2000        | Секс в большом городе                       | Sex and the City                           | Шон                | Эпизод 3.04 «Boy, Girl, Boy, Girl…» |
| 2000-2001   | Друзья                                      | Friends                                    | Тэг Джонс          | Эпизоды 7.04 «The One with Rachel’s Assistant», 7.05 «The One with the Engagement Picture», 7.08 «The One Where Chandler Doesn’t Like Dogs», 7.09 «The One with All the Candy», 7.12 «The One Where They’re Up All Night», 7.14 «The One Where They All Turn Thirty» и 8.02 «The One with the Red Sweater» |
| 2000        | Зачарованные                                | Charmed                                    | Шон                | Эпизод 3.05 «Sight Unseen» |
| 2000        | Фелисити                                    | Felicity                                   | Джеймс             | Эпизод 3.09 «James and the Giant Piece», 3.10 «Let’s Get It On» («Final Touches») и 3.11 «And to All a Good Night» |
| 2001        | Закон и порядок: Специальный корпус         | Law & Order: SVU                           | Томми Доуд         | Эпизод 2.17 «Folly» |
| 2002        | Город демонов                               | Glory Days                                 | Майк Долан         | Все девять эпизодов |
| 2002        | Говорящий с призраками                      | Haunted                                    | Николас Трентон    | Эпизод 1.07 «A Three-Hour Tour» и 1.09 «Simon Redux» |
| 2002        | Бухта Доусона                               | Dawson’s Creek                             | Макс Винтер        | Эпизод 6.09 «Everything Put Together Falls Apart» |
| 2004-2013   | C.S.I.: Место преступления Нью-Йорк         | CSI: NY                                    | детектив Дон Флэк  | Все 197 эпизодов |
| 2014-2015   | Под куполом                                 | Under the Dome                             | Сэм Вердро         | Главная роль (2 и 3 сезоны) |
| 2018        | Гавайи 5.0                                  | Hawaii Five-0                              | Карсон Роудс       | Эпизод 9.06 «Aia I Hi'ikua; I Hi'Ialo» |
| Кино        |                                             |                                            |                    | |
| 2004        | Чудо                                        | Miracle                                    | Джим Крейг         | Билл Рэнфорд дублировал Кахилла в большинстве сцен на льду. |
| 2005        | Короли Догтауна                             | Lords of Dogtown                           | Ларри Гордон       | |
| 2008        | Это не проверка                             | This Is Not a Test                         | Роберт Форти       | Кахилл работал с коллегами по «C.S.I.: Место преступления Нью-Йорк» Хиллом Харпером и Кармином Джовинаццо. |
| 2008        | Круг избранных                              | The Narrows                                | Никки Шэйдс        | Кахилл пострадал от огня, когда спецэффект сработал неправильно. |
| Прочее      |                                             |                                            |                    | |
| 2004        | Создание «Чуда»                             | The Making of «Miracle»                    | играет самого себя | Документальная короткометражка |
| 2004        | От хоккея до Голливуда: Путешествие актёров | From Hockey to Hollywood: Actors' Journeys | играет самого себя | Документальная короткометражка |
| 2008        | CSI: NY — Игра                              | CSI: NY — The Game                         | детектив Дон Флэк  | Видео игра (только голос) |
|             |                                             |                                            |                    | |